# Варінка (притока Вали)
Ва́рінка (рос. Варинка) — річка в Удмуртії (Вавозький район), Росія, ліва притока Вали.
Довжина річки становить 8 км. Бере початок на південно-західній околиці колишнього присілку Удмуртські Варі, впадає до Вали за 2 км на південний схід від села Вавож. Річка тече на північний схід. Береги у нижній течії заліснені та заболочені.
Населених пунктів над річкою немає.
| Річка | Це незавершена стаття про річку. Ви можете допомогти проєкту, виправивши або дописавши її. |